# Výsledky českých reprezentantů v judu 2016
Tento článek uvádí výsledky českých reprezentantů v judu na mezinárodních podnicích za rok 2016.

## Česká reprezentace v roce 2016
|      | úroveň | superlehká váha    | pololehká váha           | lehká váha                        | polostřední váha                                         | střední váha               | polotěžká váha         | těžká váha     |
| ---- | ------ | ------------------ | ------------------------ | --------------------------------- | -------------------------------------------------------- | -------------------------- | ---------------------- | -------------- |
| muži | A      | Pavel Petřikov ml. | —                        | Jaromír Ježek                     | Jaromír Musil                                            | —                          | Lukáš Krpálek          | Michal Horák   |
| muži | B      | David Pulkrábek    | —                        | Jakub Ječmínek Václav Sedmidubský | Ivan Petr                                                | David Klammert Jiří Petr   | Tomáš Knápek           | —              |
| muži | C      | Michal Černý       | David Hozák Jan Zavadil  | Karel Musil Patrik Polívka        | Radek Dobiáš Michal Vaníček Radek Voňavka Jindřich Turek | Radim Knápek               | Michal Mrva Radek Hecl | Lukáš Hlaváček |
| ženy | A      | —                  | —                        | —                                 | —                                                        | —                          | —                      | —              |
| ženy | B      | —                  | —                        | —                                 | —                                                        | —                          | —                      | —              |
| ženy | C      | Petra Pokorná      | Jelizaveta Gerasimenková | —                                 | Petra Zlámalová                                          | Alena Eiglová Eva Koubková | —                      | —              |

pozn: seznam reprezentantů Český svaz juda veřejně nepublikuje, tabulka je sestavena podle výsledků ve světovém a evropském poháru v roce 2016, úroveň "A" lze chápat jako užší výběr seniorské reprezentace, úroveň "B" jako širší výběr seniorské reprezentace, úroveň "C" je reprezentační zálohou
Reprezentační trenér seniorů a seniorek:
- Petr Lacina

Reprezentační trenéři juniorů a juniorek:
- David Dubský po propadáku svých svěřenců na zářijovém ME juniorů v Malaze odvolán
- Václav Sedmidubský od listopadu 2016
  - Jiří Štěpán (asistent)

Reprezentační trenéři dorostenců a dorostenek:
- Václav Červín a Jaroslav Švec
  - David Lorenc a Libor Štěpánek (asistenti)

## Mistrovské turnaje

### Olympijské hry
výsledky z olympijských her
| Jméno              | Váha |  | 1/64              | 1/32             | 1/16             | Čtvrtfinále   | Semifinále     | Finále           |
| ------------------ | ---- |  | ----------------- | ---------------- | ---------------- | ------------- | -------------- | ---------------- |
| Pavel Petřikov ml. | -60  |  | volný los         | Výhra G. Mogopa  | Prohra N. Takató | —             | —              | —                |
| Jaromír Ježek      | -73  |  | Prohra M. Estrada | —                | —                | —             | —              | —                |
| Lukáš Krpálek      | -100 |  | volný los         | Výhra J. Fonseca | Výhra M. Rakov   | Výhra R. Haga | Výhra C. Maret | Výhra E. Gasimov |

### Mistrovství Evropy
výsledky z mistrovství Evropy
| Jméno              | Váha |  | 1/64              | 1/32                 | 1/16                 | Čtvrtfinále     | Semifinále | Opravy             | O bronz | Finále |
| ------------------ | ---- |  | ----------------- | -------------------- | -------------------- | --------------- | ---------- | ------------------ | ------- | ------ |
| Pavel Petřikov ml. | -60  |  | x                 | Výhra A. Klokov      | Prohra O. Davtjan    | —               | —          | —                  | —       | —      |
| Jakub Ječmínek     | -73  |  | volný los         | Výhra P. Duprat      | Prohra R. Orudžov    | —               | —          | —                  | —       | —      |
| Jaromír Ježek      | -73  |  | Prohra I. Wandtke | —                    | —                    | —               | —          | —                  | —       | —      |
| Jaromír Musil      | -81  |  | volný los         | Výhra M. Milichovský | Výhra Ł. Błach       | Prohra R. Pacek | —          | Prohra V. Duminica | —       | —      |
| Ivan Petr          | -81  |  | Prohra N. Majdov  | —                    | —                    | —               | —          | —                  | —       | —      |
| David Klammert     | -90  |  | volný los         | Prohra A. Kukolj     | —                    | —               | —          | —                  | —       | —      |
| Lukáš Krpálek      | -100 |  | x                 | volný los            | Prora G. Minaškin    | —               | —          | —                  | —       | —      |
| Michal Horák       | +100 |  | x                 | Výhra T. Jonsson     | Prohra A. Breitbarth | —               | —          | —                  | —       | —      |

### Mistrovství Evropy do 23 let
| Jméno          | Váha |  | 1/32            | 1/16             | Čtvrtfinále | Semifinále | Finále |
| -------------- | ---- |  | --------------- | ---------------- | ----------- | ---------- | ------ |
| David Klammert | -90  |  | Výhra M. Kumrić | Prohra N. Majdov | —           | —          | —      |

### Mistrovství Evropy juniorů (do 21 let)
| Jméno             | Váha |  | 1/32                    | 1/16                   | Čtvrtfinále | Semifinále | Finále |
| ----------------- | ---- |  | ----------------------- | ---------------------- | ----------- | ---------- | ------ |
| David Vopat       | -55  |  | Prohra O. Karaca        | —                      | —           | —          | —      |
| Tomáš Binhák      | -60  |  | Prohra R. Bouda         | —                      | —           | —          | —      |
| Michal Černý      | -60  |  | Prohra J. Verstraeten   | —                      | —           | —          | —      |
| Zuzana Řeháková   | -52  |  | Prohra F. Giordaová     | —                      | —           | —          | —      |
| Michaela Kulíková | -57  |  | Prohra A. Priškolniková | —                      | —           | —          | —      |
| Věra Zemanová     | -63  |  | Prohra P. Liebelová     | —                      | —           | —          | —      |
| Adéla Szarzecová  | -70  |  | volný los               | Prohra S. Rodríguezová | —           | —          | —      |
| Alice Matějčková  | -78  |  | x                       | Prohra P. Kułagaová    | —           | —          | —      |
| Markéta Paulusová | +78  |  | volný los               | Prohra V. Kyryčenková  | —           | —          | —      |

### Mistrovství Evropy dorostenců (do 18 let)
| Jméno          | Váha |  | 1/64              | 1/32                | 1/16                 | Čtvrtfinále           | Semifinále           | Opravy                 | Opravy            | O bronz                     |
| -------------- | ---- |  | ----------------- | ------------------- | -------------------- | --------------------- | -------------------- | ---------------------- | ----------------- | --------------------------- |
| David Šatánek  | -55  |  | volný los         | Prohra B. Bóka      | —                    | —                     | —                    | —                      | —                 | —                           |
| Ondřej Svoboda | -66  |  | Výhra J. Aldridge | Prohra M. Altosar   | —                    | —                     | —                    | —                      | —                 | —                           |
| Mikuláš Meško  | -73  |  | volný los         | Prohra A. Stodolski | —                    | —                     | —                    | —                      | —                 | —                           |
| Pavel Švec     | -73  |  | volný los         | Výhra M. Jasnić     | Prohra Z. Ckajev     | —                     | —                    | Prohra A. Varela       | —                 | —                           |
| Renata Zachová | -52  |  | x                 | volný los           | Výhra S. Ballhausová | Prohra N. Petrovićová | —                    | Výhra K. Wennerlandová | Výhra S. Özbasová | Prohra N. Bannenbergová     |
| Věra Zemanová  | -57  |  | x                 | volný los           | Výhra P. Gligaová    | Výhra I. Zujevová     | Prohra N. D'Isantová | —                      | —                 | Prohra S. Van de Meebergová |

## Světový pohár

### Turnaj mistrů
| Jméno         | Váha |  | 1/32      | 1/16             | Čtvrtfinále         | Semifinále      | O bronz            | Finále |
| ------------- | ---- |  | --------- | ---------------- | ------------------- | --------------- | ------------------ | ------ |
| Lukáš Krpálek | -100 |  | volný los | Výhra J. Fonseca | Výhra J. Armenteros | Prohra C. Maret | Výhra L. Bouyacoub | —      |

### Grand Slam (GS) / Grand Prix (GP)
| Jméno              | Váha |  | GP CUB | GS FRA | GP GER | GP GEO | GP TUR | GS AZE | GP KAZ | GP HUN | GP MGL | GS RUS | GP CRO | GP UZB | GS UAE | GP CHN | GS JPN |  | Bilance |
| ------------------ | ---- |  | ------ | ------ | ------ | ------ | ------ | ------ | ------ | ------ | ------ | ------ | ------ | ------ | ------ | ------ | ------ |  | ------- |
| Pavel Petřikov ml. | -60  |  | 1/16   | 1/16   |        |        |        | 1/64   |        |        |        |        |        |        |        |        |        |  | 3:3     |
| Jaromír Ježek      | -73  |  | 1/64   | 1/64   |        |        | 1/16   | 1/32   | 2.     |        |        |        |        |        |        |        |        |  | 6:5     |
| Václav Sedmidubský | -73  |  |        |        |        |        |        |        |        |        |        |        | 1/32   |        | 1/16   |        |        |  | 0:2     |
| Jakub Ječmínek     | -73  |  |        |        |        |        |        |        |        |        |        |        |        |        | 1/16   |        |        |  | 0:1     |
| Jaromír Musil      | -81  |  |        | 1/64   |        |        | 1/64   | 1/32   | 1/16   | 1/16   | 2.     |        | 7.     |        | 1/16   |        |        |  | 6:9     |
| Ivan Petr          | -81  |  |        |        |        |        |        |        |        |        |        |        | 1/32   |        |        |        |        |  | 0:1     |
| David Klammert     | -90  |  |        | 1/32   |        |        |        |        |        |        | 1/16   |        | 1/16   |        | 7.     |        |        |  | 2:5     |
| Lukáš Krpálek      | -100 |  |        | 1/16   |        |        |        |        |        |        |        |        |        |        |        |        |        |  | 1:1     |
| Michal Horák       | +100 |  |        | 1/64   |        |        | 1/32   | 1/32   | 1/32   |        |        |        | 7.     |        | 3.     |        |        |  | 3:7     |

### Continental Open (Světový pohár)
| Jméno                    | Váha     |  | TUN | BUL  | AUT ITA | CZE POL | PER  | MAR | ARG | CHI | ESP | ESA | TPE | GBR | MRI | AUS |  | Bilance |
| ------------------------ | -------- |  | --- | ---- | ------- | ------- | ---- | --- | --- | --- | --- | --- | --- | --- | --- | --- |  | ------- |
| David Pulkrábek          | -60      |  |     |      | 1/32    | 1/32    |      |     |     |     |     |     |     |     |     |     |  | 0:2     |
| David Hozák              | -60, -66 |  |     |      | 1/64    | 1/64    |      |     |     |     |     |     |     |     |     |     |  | 0:2     |
| Pavel Petřikov ml.       | -60      |  |     |      |         | 1.      |      |     |     |     |     |     |     |     |     |     |  | 5:0     |
| Michal Černý             | -60      |  |     |      |         | 1/32    |      |     |     |     |     |     |     |     |     |     |  | 0:1     |
| Jan Zavadil              | -66      |  |     |      |         | 1/64    |      |     |     |     |     |     |     |     |     |     |  | 0:1     |
| Jakub Ječmínek           | -73      |  |     |      | 1/64    | 7.      |      |     |     |     |     |     |     |     |     |     |  | 3:3     |
| Karel Musil              | -73      |  |     |      |         | 1/64    |      |     |     |     |     |     |     |     |     |     |  | 0:1     |
| Jaromír Ježek            | -73      |  |     |      |         | 1/32    |      | 3.  |     |     |     |     |     |     |     |     |  | 4:2     |
| Ivan Petr                | -81      |  |     |      | 1/64    | 3.      |      |     |     |     |     |     |     |     |     |     |  | 5:2     |
| Jiří Petr                | -81      |  |     |      | 1/32    |         |      |     |     |     |     |     |     |     |     |     |  | 1:1     |
| Jaromír Musil            | -81      |  |     |      |         | 2.      |      |     |     |     |     |     |     |     |     |     |  | 5:1     |
| Jindřich Turek           | -81      |  |     |      |         | 1/64    |      |     |     |     |     |     |     |     |     |     |  | 0:1     |
| David Klammert           | -90      |  |     | 1/32 |         | 1/32    |      |     |     |     |     |     |     |     |     |     |  | 0:2     |
| Tomáš Knápek             | -100     |  |     |      | 7.      | 1/32    | 1/16 |     | 5.  |     |     |     |     |     |     |     |  | 4:6     |
| Lukáš Krpálek            | -100     |  |     |      |         | 1.      |      |     |     |     |     |     |     |     |     |     |  | 4:0     |
| Radek Hecl               | -100     |  |     |      |         | 1/32    |      |     |     |     |     |     |     |     |     |     |  | 0:1     |
| Michal Horák             | +100     |  |     |      | 1/16    | 1/16    | 3.   |     | 7.  |     |     |     |     |     |     |     |  | 4:5     |
| Lukáš Hlaváček           | +100     |  |     |      |         | 1/32    |      |     |     |     |     |     |     |     |     |     |  | 0:1     |
| Jelizaveta Gerasimenková | -52      |  |     |      |         | 1/16    |      |     |     |     |     |     |     |     |     |     |  | 0:1     |
| Eva Koubková             | -70      |  |     | 1/32 |         |         |      |     |     |     |     |     |     |     |     |     |  | 0:1     |
| Alena Eiglová            | -70      |  |     |      |         | 1/32    |      |     |     |     |     |     |     |     |     |     |  | 0:1     |

## Evropský pohár
| Jméno                    | Váha     |  | SUI | BIH | CRO | RUS  | SLO  | SVK  | GER | FIN | SRB  | ESP |
| ------------------------ | -------- |  | --- | --- | --- | ---- | ---- | ---- | --- | --- | ---- | --- |
| David Pulkrábek          | -60      |  |     |     |     |      | 3.   | 3.   |     |     |      |     |
| David Hozák              | -66      |  |     |     |     | 1/32 |      | 1/32 |     |     | 1/64 |     |
| Jakub Ječmínek           | -73      |  |     |     | op. |      |      | 1.   |     |     |      |     |
| Václav Sedmidubský       | -73      |  |     |     |     | 3.   | 3.   |      |     |     |      |     |
| Patrik Polívka           | -73      |  |     |     |     |      |      | 1/32 |     |     |      |     |
| Ivan Petr                | -81      |  |     |     | 5.  | 1/32 | 7.   | 3.   |     |     |      |     |
| Jiří Petr                | -81, -90 |  |     |     | 3.  | 5.   | op.  |      |     |     |      |     |
| Jindřich Turek           | -81      |  |     |     |     | 1/32 | 1/16 | 7.   |     |     | 1/32 |     |
| Radek Voňavka            | -81      |  |     |     |     | 1/32 | 1/32 | op.  |     |     |      |     |
| Radek Dobiáš             | -81      |  |     |     |     | 1/32 |      | 1/32 |     |     | 7.   |     |
| Michal Vaníček           | -81      |  |     |     |     |      |      | op.  |     |     |      |     |
| David Klammert           | -90      |  |     |     |     |      |      | 1/32 |     |     | op.  |     |
| Radim Knápek             | -90      |  |     |     |     |      |      | 1/32 |     |     |      |     |
| Michal Mrva              | -100     |  |     |     |     |      |      | 1/16 |     |     |      |     |
| Lukáš Hlaváček           | +100     |  |     |     |     |      |      | op.  |     |     |      |     |
| Petra Pokorná            | -52, -48 |  |     |     |     |      | 1/16 | 1/16 |     |     |      |     |
| Jelizaveta Gerasimenková | -52      |  |     |     |     |      | 1/16 | 5.   |     |     | op.  |     |
| Petra Zlámalová          | -63      |  |     |     |     |      |      | 1/16 |     |     |      |     |
| Alena Eiglová            | -70      |  | op. |     |     |      |      |      |     |     |      |     |